# Proteína

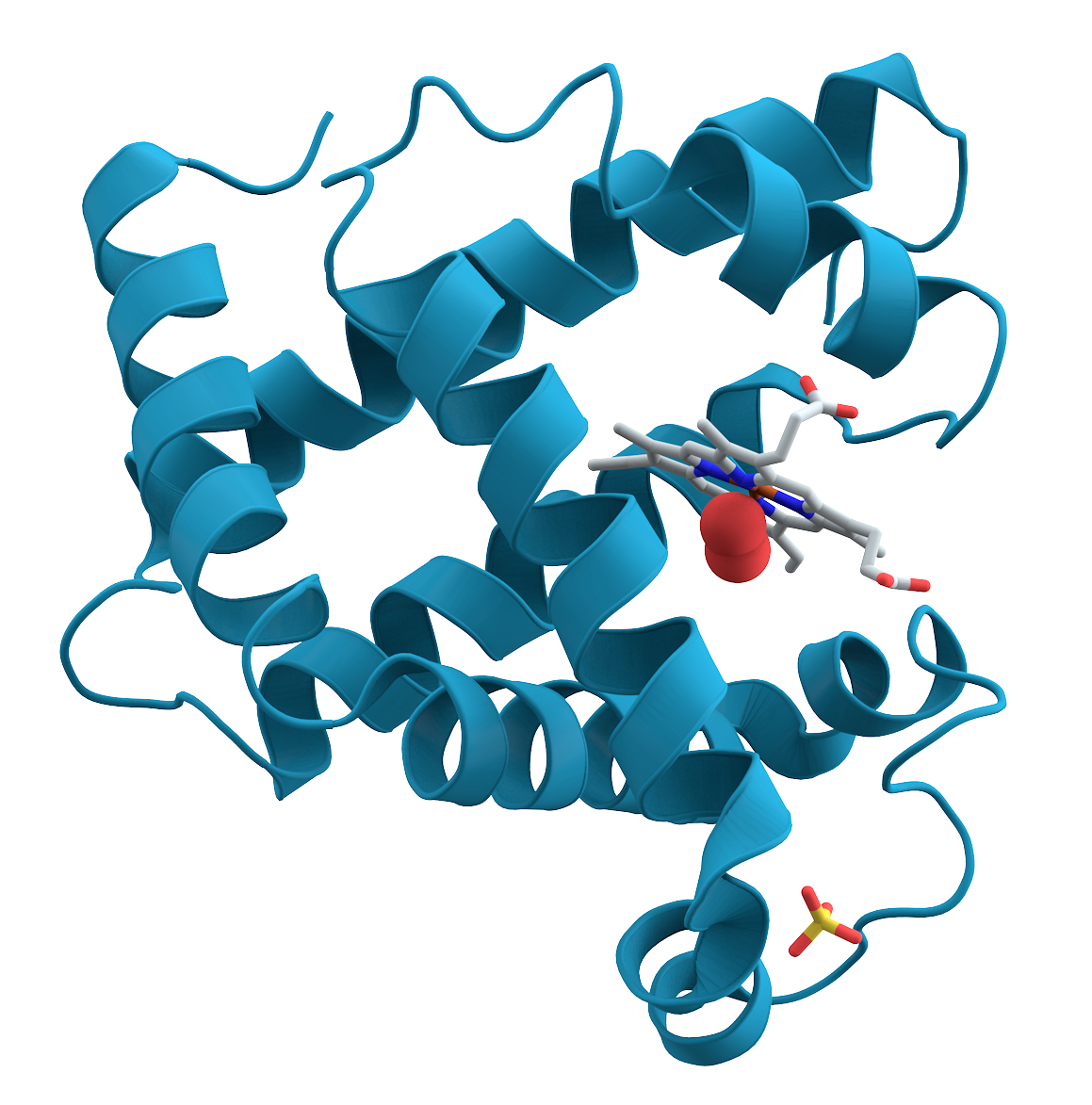
Representação da estrutura tridimensional da mioglobina, proteína globular de 153 aminoácidos, na qual se observam as alfa-hélices a azul. Esta proteína foi a primeira a ter a sua estrutura resolvida através de cristalografia de raios X. No centro, à direita, está representado um grupo prostético denominado hemo (a cinzento), ao qual está ligada uma molécula de oxigénio (vermelho).

Proteínas são macromoléculas biológicas constituídas por uma ou mais cadeias de aminoácidos. As proteínas estão presentes em todos os seres vivos e participam em praticamente todos os processos celulares, desempenhando um vasto conjunto de funções no organismo, como a replicação de ADN, a resposta a estímulos e o transporte de moléculas. Muitas proteínas são enzimas que catalisam reações bioquímicas vitais para o metabolismo. As proteínas têm também funções estruturais ou mecânicas, como é o caso da actina e da miosina nos músculos e das proteínas no citoesqueleto, as quais formam um sistema de andaimes que mantém a forma celular. Outras proteínas são importantes na sinalização celular, resposta imunitária e no ciclo celular. As proteínas diferem entre si fundamentalmente na sua sequência de aminoácidos, que é determinada pela sua sequência genética e que geralmente provoca o seu enovelamento numa estrutura tridimensional específica que determina a sua atividade.

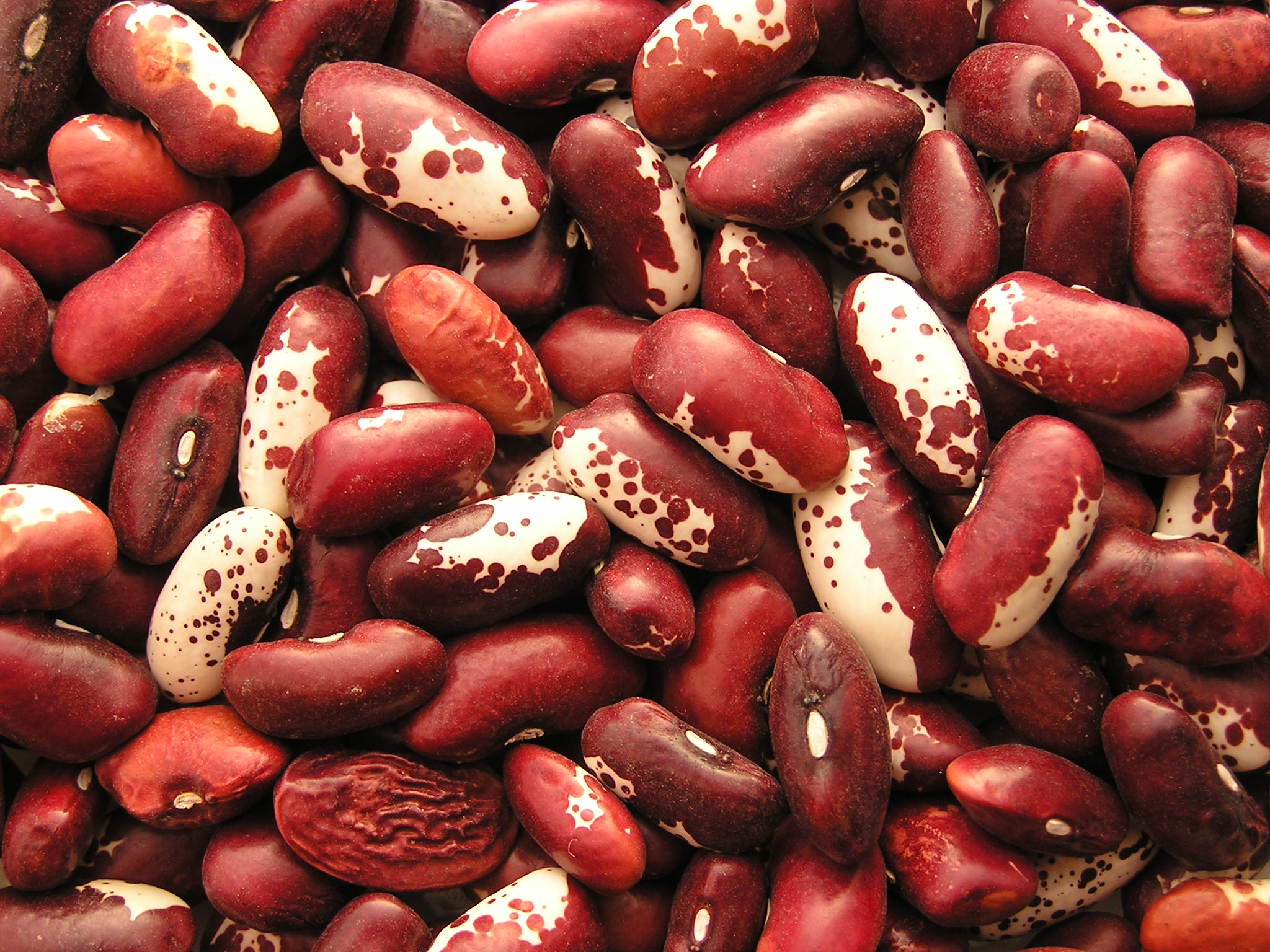
Entre as principais fontes vegetais de proteínas estão determinados leguminosas, como a soja, lentilhas, feijão ou grão-de-bico.

Ao contrário das plantas, os animais não conseguem sintetizar todos os aminoácidos de que necessitam para viver. Os aminoácidos que o organismo não é capaz de sintetizar por si próprio são denominados aminoácidos essenciais e devem ser obtidos pelo consumo de alimentos que contenham proteínas, as quais são transformadas em aminoácidos durante a digestão. As proteínas podem ser encontradas numa ampla variedade de alimentos de origem animal e vegetal. A carne, os ovos, o leite e o peixe são fontes de proteínas completas. Entre as principais fontes vegetais ricas em proteína estão as leguminosas, principalmente o feijão, as lentilhas, a soja ou o grão-de-bico. A grande maioria dos aminoácidos está disponível na dieta humana, pelo que uma pessoa saudável com uma dieta equilibrada raramente necessita de suplementos de proteínas. A necessidade é também maior em atletas ou durante a infância, gravidez ou amamentação, ou quando o corpo se encontra em recuperação de um trauma ou de uma operação. Quando o corpo não recebe as quantidades de proteínas necessárias verifica-se insuficiência e desnutrição proteica, a qual pode provocar uma série de doenças, entre as quais atraso no desenvolvimento em crianças ou kwashiorkor.
Uma proteína contém pelo menos uma cadeia polímérica linear derivada da condensação de aminoácidos, ou polipeptídeo. Os resíduos individuais de aminoácidos estão unidos entre si através de ligações peptídicas. A sequência dos resíduos de aminoácidos em cada proteína é definida pela sequência de um gene, a qual está codificada no código genético. Durante ou após o processo de síntese, os resíduos de uma proteína são muitas vezes alterados quimicamente através de modificação pós-traducional, a qual modifica as propriedades físicas e químicas das proteínas, o seu enovelamento, estabilidade, atividade e, por fim, a sua função. Nalguns casos as proteínas têm anexados grupos não peptídicos, os quais são denominados cofatores ou grupos prostéticos. As proteínas podem também trabalhar em conjunto para desempenhar determinada função, agrupando-se em complexos proteicos. As proteínas podem ser purificadas a partir de outros componentes celulares recorrendo a diversas técnicas, como a precipitação, ultracentrifugação, eletroforese e cromatografia. Entre os métodos usados para estudar a estrutura e funções das proteínas estão a imuno-histoquímica, mutagénese sítio-dirigida, ressonância magnética nuclear e espectrometria de massa.

## Bioquímica

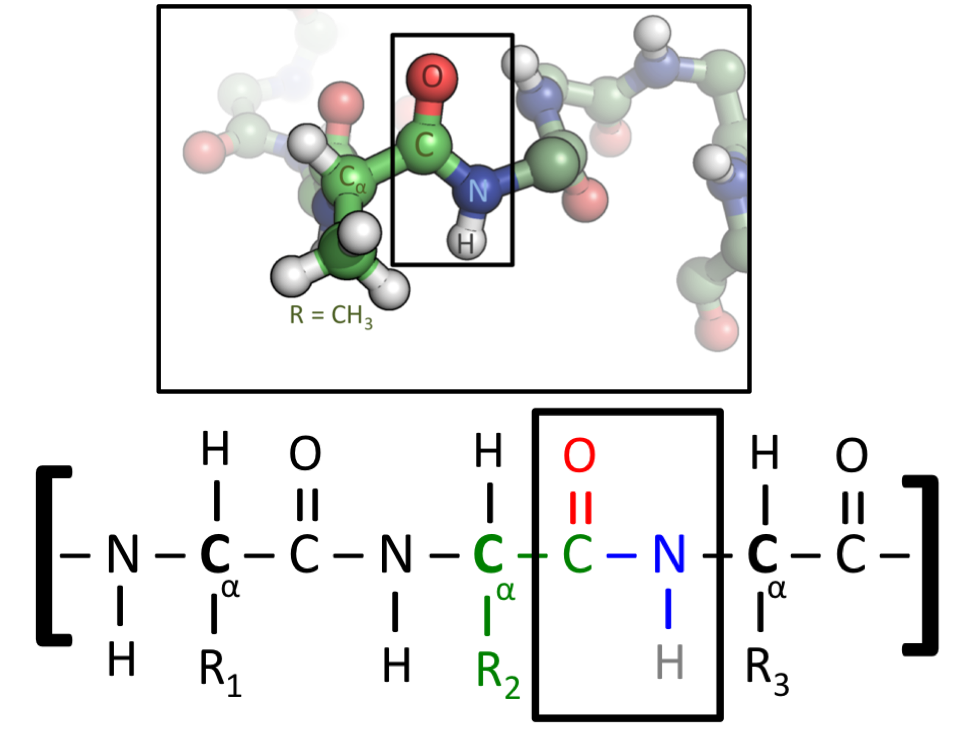
Estrutura química (em baixo) e estrutura tridimensional (em cima) de uma ligação peptídica entre a alanina e um aminoácido adjacente.

### Biossíntese

Um ribossoma produz uma proteína usando como molde ARN mensageiro.

A sequência de ADN de um gene codifica a sequência de aminoácidos de uma proteína.

## Estrutura

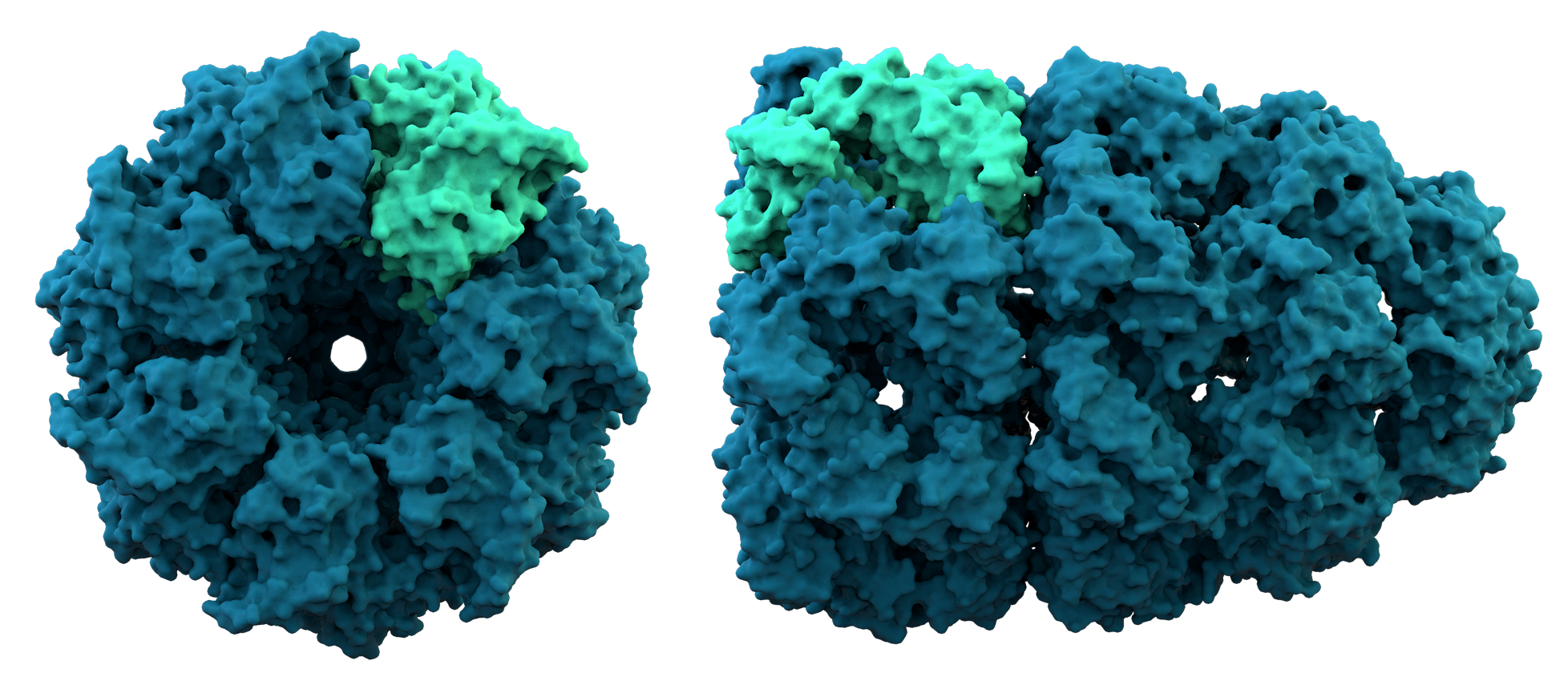
Estrutura cristalina da chaperona. As chaperonas auxiliam o enovelamento de proteínas.

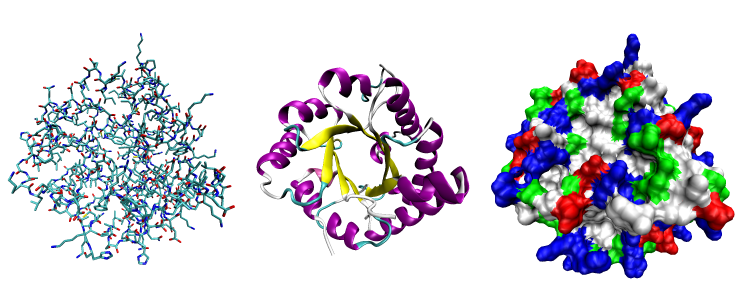
Três representações possíveis da estrutura tridimensional da proteína triose-fosfato isomerase. À esquerda: representação dos átomos, colorida em função do tipo de átomo. Ao centro: representação simplificada que ilustra a conformação da cadeia principal, colorida em função da estrutura secundária. À direita: representação da superfície colorida em função do tipo de resíduo (a vermelho os resíduos ácidos, a azul os resíduos base, a verde os resíduos polares e a branco os resíduos não polares).

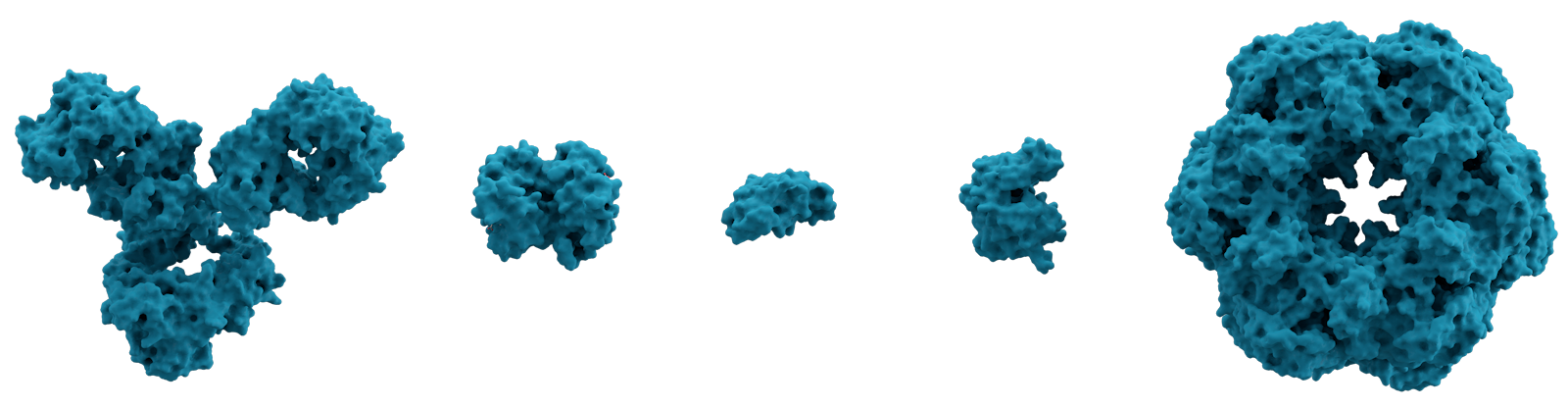
Superfície molecular de várias proteínas mostrando o seu tamanho relativo. Da esquerda para a direita: imunoglobulina G (um anticorpo), hemoglobina, insulina (uma hormona), adenilato cinase (uma enzima) e glutamina sintase (uma enzima).

## Funções celulares

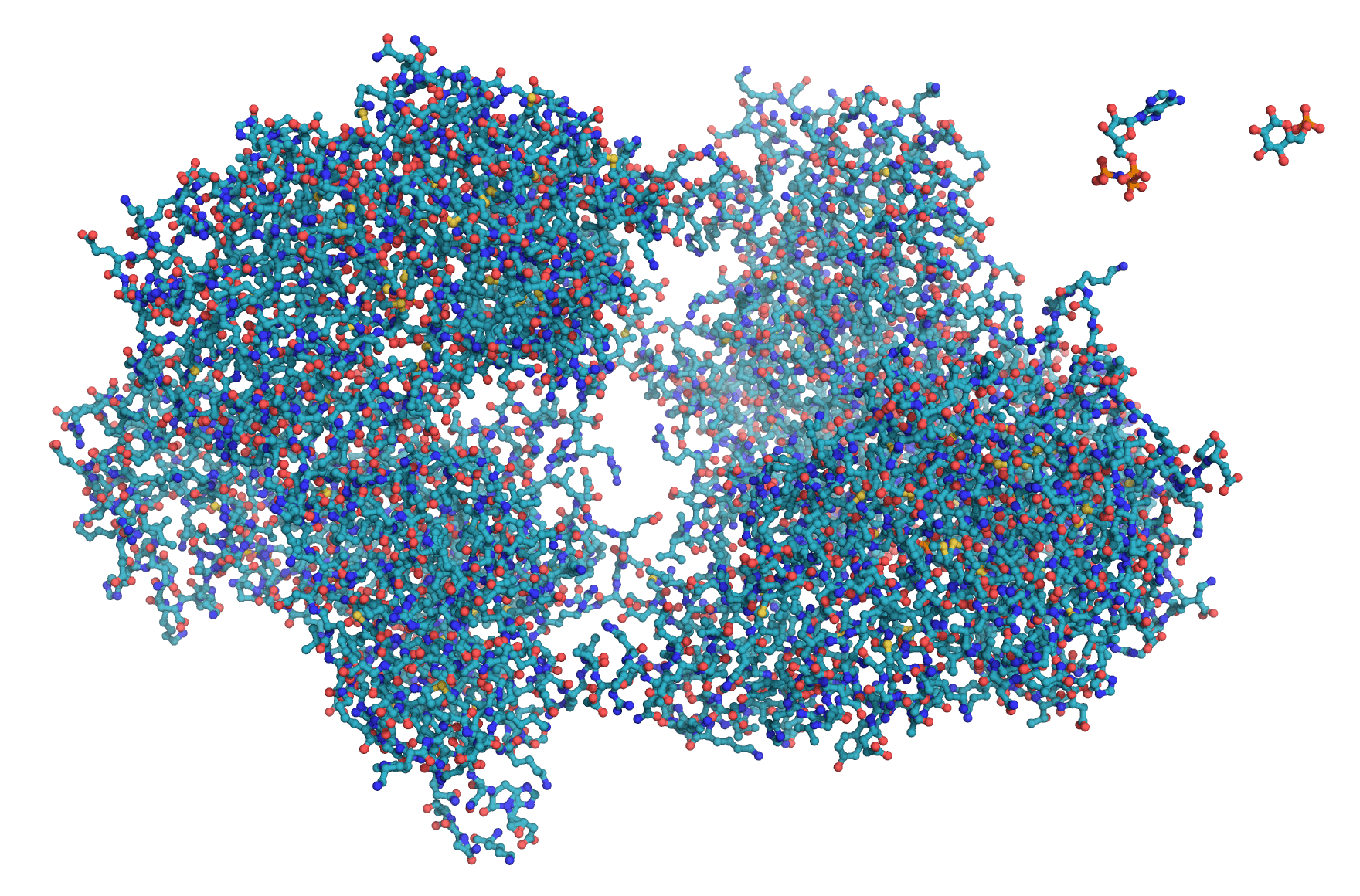
Modelo molecular da enzima hexoquinase. No canto superior direito estão representados, à mesma escala, dois dos seus substratos: a ATP e a glicose.

## Nutrição
As proteínas são nutrientes essenciais ao corpo humano. Enquanto a maior parte dos microorganismos e das plantas são capazes de biosintetizar todos os vinte aminoácidos-padrão, os animais, incluindo os seres humanos, necessitam de obter alguns desses aminoácidos a partir da dieta alimentar. Isto deve-se à ausência nos animais de algumas enzimas-chave que têm como função sintetizar esses aminoácidos. Os aminoácidos que o organismo não é capaz de sintetizar por si próprio são denominados aminoácidos essenciais. Os animais podem obter aminoácidos através do consumo de alimentos que contenham proteínas. As proteínas ingeridas são transformadas em aminoácidos através da digestão, a qual envolve a desnaturação da proteína através da exposição ao ácido e à hidrólise por parte de enzimas denominadas proteases. Alguns dos aminoácidos ingeridos são usados para a biossíntese proteica, enquanto outros são convertidos em glicose, através de gliconeogénese, ou entram no ciclo do ácido cítrico.
Além de constituírem a fundação dos tecidos do corpo, as proteínas são também uma fonte de energia. Enquanto fonte de energia, contêm 4 kcal por grama, valor semelhante aos hidratos de carbono, mas diferente dos lípidos, os quais contêm 9 kcal por grama. Durante a digestão, as proteínas são separadas no estômago em cadeias polipeptídicas mais pequenas através da ação do ácido clorídrico e da protease. Isto é essencial para a síntese dos aminoácidos essenciais que não podem ser biossintetizados pelo corpo.
Os aminoácidos essenciais são a leucina, isoleucina, valina, lisina, treonina, triptófano, metionina, fenilalanina e histidina. Os aminoácidos não essenciais são a alanina, asparagina, ácido aspártico e ácido glutâmico. Os aminoácidos condicionalmente essenciais são a arginina, cisteína, glutamina, glicina, prolina, serina e tirosina. Os aminoácidos encontram-se em diversas fontes alimentares de origem animal, como a carne, leite, peixe e ovos. As proteínas estão também disponíveis através de diversas fontes vegetais: cereais integrais, leguminosas, incluindo os secos, soja, fruta nozes e sementes. Os vegetarianos e vegans podem obter os aminoácidos essenciais necessários através da ingestão de diversas proteínas vegetais.

### Função das proteínas no corpo
As proteínas são nutrientes essenciais ao crescimento e manutenção do corpo humano. Com a exceção da água, as proteínas são as moléculas mais abundantes no corpo, sendo o principal componente estrutural de todas as células, particularmente dos músculos. As proteínas são também usadas em membranas, como é o caso das glicoproteínas. Depois de serem repartidas em aminoácidos, são usadas como precursores do ácido nucleico, coenzimas, hormonas, resposta imunitária, reparação das células e outras moléculas essenciais para a vida. As proteínas são ainda fundamentais para a formação de células sanguíneas. Acredita-se que as proteínas aumentem o desempenho atlético. Os aminoácidos são usados na produção de tecido muscular e na reparação de tecido danificado. As proteínas só são usadas como fonte de energia quando os recursos de hidratos de carbono e lípidos no corpo diminuem.